# Борба (албум)
Борба је трећи студијски албум српског репера Ђорђа Чаркића, претходно познатијег као Клинац. Објаљен је на Чаркићев двадесет други рођендан, 6. јануара 2023. године, за издавачку кућу Bassivity Digital. Борби је претходио албум Приоритети (2020). Албум садржи једанаест песама првенствено реп музике, чији је аутор сам извођач. На насловној нумери Ђорђе је сарађивао са својим оцем, пијанистом и универзитетским професором, Арсеном Чаркићем.

## Пријем
| Професионални рејтинг | Професионални рејтинг |
| Резултати             | Резултати             |
| Извор                 | Рејтинг               |
| --------------------- | --------------------- |
| Muzika.hr             | [ 2 ]                 |

Између 6. и 8. јануара 2023. године, Борба је била шести најслушанији албум на свету на стриминг плаформи Spotify.
Тена Визингер из Muzika.hr је албуму Борба дала оцену четири и по од пет звездица. У својој рецензији критичарка је била посебно наклоњена текстовима песама, описивајући Ђорђа као "најквалитетнијег треп лиричара". Даље је истакла извођачево напуштање алтер ега "Клинац", што се најбоље може видети у последљој и уједно насловној нумери, у којој репер води унутрашњи обрачун са Клинцем. Према мишљењу критичарке, песма Dylan Blue представља врхунац албума и нумеру која ће "обелижити генерације".

## Списак песама
Све песме ја написао Ђорђе Чаркић.
| №   | Назив                           | Аутор(и)     | Продуцент(и)                     | Трајање |  |
| 1.  | Бољи лош                        |              | Ђорђе Чаркић Марк Веинс Вук Ивић | 02:04   |  |
| 2.  | Каин                            |              | Ведран Тодоровић                 | 01:58   |  |
| 3.  | Поноћ = Подне / Није ми Проблем |              | Тодоровић                        | 02:48   |  |
| 4.  | Зови Адвоката                   |              | Чаркић                           | 01:20   |  |
| 5.  | Трауме                          |              | Тодоровић Величко Маркићевић     | 02:05   |  |
| 6.  |                                 |              | Чаркић                           | 00:45   |  |
| 7.  | Љубав Није за Мене              |              | Чаркић Ивић Маркићевић           | 03:11   |  |
| 8.  |                                 |              | Чаркић Тодоровић                 | 02:36   |  |
| 9.  | Мида                            |              | Чаркић Маркићевић                | 01:06   |  |
| 10. |                                 |              | Чаркић                           | 02:02   |  |
| 11. | БОРБА (са Клинцем)              | Арсен Чаркић | Чаркић                           | 02:21   |  |

## Историја објављивања
| Регија | Датум           | Формат                        | Издавачка кућа | Реф |
| ------ | --------------- | ----------------------------- | -------------- | --- |
| Разно  | 6. јануар 2023. | дигитално преузимање стриминг |                |     |